# Кабо-вердианско-японские отношения
Отношения Кабо-Верде и Японии касаются дипломатических отношений между Кабо-Верде и Японией.

## История
В июле 1975 года Кабо-Верде мирным путём обрело независимость от Португалии. Сразу после этого Япония признала Кабо-Верде и установила дипломатические отношения. Ни у одного из них нет настоящего посольства, и японская сторона находится под юрисдикцией посольства Японии в Дакаре, а сторона Кабо-Верде находится под юрисдикцией посольства Карбо-Верде в Пекине.

## Посещение высокопоставленных лиц Кабо-Верде Японии
В 2008 году президент Кабо-Верде Педру Пиреш посетил Японию для участия в Токийской международной конференции по развитию Африки. На встрече на высшем уровне с Ясуо Фукуда, который в то время был премьер-министром, он поддержал постоянное членство Японии в Совете Безопасности.
В 2013 году премьер-министр Кабо-Верде Жозе Мария Невеш посетил Японию. Проведя встречу на высшем уровне с Синдзо Абэ, японская сторона высоко оценила послужной список Кабо-Верде в построении стабильной демократии из наименее развитых стран.
В 2018 году министр иностранных дел Кабо-Верде Луис Филипе Таварес посетил Японию для участия в Токийской международной конференции по развитию Африки на уровне министров. Состоялась встреча министров иностранных дел с Таро Коно, чтобы обсудить предотвращение стихийных бедствий, продовольствие и экономическую поддержку Кабо-Верде в Японии. Они также провели встречу министров иностранных дел в Мозамбике, Мапуту, в 2017 году.
В августе 2019 года премьер-министр Кабо-Верде Жозе Коррейя-и-Силва посетит Японию. На встрече в верхах с Синдзо Абэ было подтверждено, что сотрудничество будет углубляться в сферах предотвращения стихийных бедствий и экономики.